# レミングトノケトゥス科
レミングトノケトゥス科（レミングトノケトゥスか、Remingtonocetidae）は、約4,900万- 約4,300万年前（新生代始新世初期）に生息していた、海生の原始的クジラ類の一グループ名。アメリカの博物学者Arthur Remington Kelloggに因んで名付けられた。
レミングトノケトゥス属（模式属）、アンドレウシフィウス属、クッチケトゥス属、ダラニステス属、アットクキケトゥス属の5属からなる。
化石はインド西部、および、パキスタンから発見されている。クジラ類はまだ、当時のローラシア大陸南部地域と接するテティス海の一角にとどまり、世界的広がりは見せていない。

## 特徴
彼らはアンブロケトゥス科と同じような陸を歩くこともできる四つ足を具えているものの、水生への適応を推し進めて、より多くの時間を水中ですごしていたと思われる。ただし、頭部の形態は他のクジラとの違いが著しく、特殊化が進んでいた。非常に長細い吻（ふん）を持ち、眼は左右で広く間隔を開けられ、そして小さかった。体は長いが他に比べて小さい。水中での骨伝導に頼った聴覚に関しては、彼らを特徴づける長い吻などをもって、アンブロケトゥス科よりいっそうの進化の結果を見ることができる。
|  |  |

## 進化系統
レミングトノケトゥス科はアンブロケトゥス科から進化し、その初期のものがより進化したプロトケトゥス科へとつながる重要な位置を占めていると思われる。しかし、彼らを介さずにアンブロケトゥス科はプロトケトゥス科とつながっているという説もある。いずれにしても、レミングトノケトゥス科が進化的傍系であったことは確かで、この系統は短命に終わっている。現在知られているところでは、最も初期的なものにアットクキケトゥスがあり、レミングトノケトゥスとアンドレウシフィウスをもって最後とする。下図は、考えられる系統分類の一例である（注意：この資料にクッチケトゥスは含まれていない。）。
```
|--+-- †
アンブロケトゥス
・ナタンス 
Ambulocetus natans

|  `--o †
レミングトノケトゥス科
 
Remingtonocetidae

|     |-- †
アットクキケトゥス
・プラエクルソル 
Attockicetus praecursor

|     `--+-- †
ダラニステス
・アメディ 
Dalanistes ahmedi

|        `--+--o †
レミングトノケトゥス
 
Remingtonocetus

|           |  |-- †レミングトノケトゥス・ハルディエンシス 
R. harudiensis

|           |  `-- †レミングトノケトゥス・ドマンダエンシス 
R. domandaensis

|           `--o †
アンドレウシフィウス
（アンドリューシフィウス） 
Andrewsiphius

|              |-- †アンドレウシフィウス・ミノル 
A. minor

|              `-- †アンドレウシフィウス・スロアニ 
A. sloani

`--o 
プロトケトゥス科
 Protocetidae
```